# Громадне планине
Громадне, средње или раседне планине су планине настале раседањем, разарањем, издизањем и спуштањем земљишта дуж дубоких пукотина (раседа), односно диференцираним кретањима појединих блокова Земљине коре. Настају при поновљеној орогенези у деловима литосфере који су изгубили пластичност.
Громадне планине имају облика масива–заравњене громаде без истакнутих, заобљених, врхова. Међусобно су раздвојене мањим низијама и речним долинама. 
Громадне планине су старије и ниже од веначних планина, а млађе су од најстаријих планина. Громадне планине нису „средње” само по старости, него и по својој висини: Само неке од њих су више од 1500 m надморске висине. Громадне планине су извориште многих река и налазишта руде метала.

## Класификација
Раседне планине одликују се тиме да су оивичене раседним одсецима, да немају строго одређени правац пружања и да унутрашња структура слојева има значаја за њихову морфологију. 
Елементарни тектонски облик ових планина је сложени хорст. Хорстови могу постати раседањем хоризонталних или поремећених слојева. Зависно од тога, Петар Јовановић, издвојио је 2 основна типа раседних или громадних планина: плоче или табле и масе или масиви. 
Плоче или табле представљене су хорстовима посталим раседањем хоризонталних или благо нагнутих слојева. У њиховој унутрашњој структури упадљиво се запажа конкорданција слојева и њихова непоремећеност. У морфолошком погледу плоче престављају најчешће висоравни које су слабо дисециране ерозивним радом. Овај тип громадних планина су изразити структурни облици рељефа. Њима припадају планине око Колорада (у Северној Америци) Франачка и Швапска Јура итд. 
Масе или масиви су хорстови код којих су раседнути већ претходно јако поремећени слојеви, са изразитом дискорданцијом. Ова јака поремећеност слојева указује на веома динамичну морфотектонску еволуцију још пре њиховог стварања као громадних планина. Масе или масиви су бројнији тип громадних планина. Њима припадају Централни масив, Мезета на Пиринејском полуострву, Алтај, Алигени у Северној Америци итд.

## Примери
Типични и највиши представник громадних планина је Централни масив у Француској (1886 m). Од њега се према истоку пружају:
- Вогези,
- Шварцвалд,
- Средњонемачке планине и
- Судети и
- Урал.

Такође громадне планине су и:
- Алтај у средњој Азији,
- Апалачи на истоку Северне Америке,
- Бразилске планине у Јужној Америци...[5]

А у Србији:
- Јастребац,
- Цер...[6]